# 爪疣拟刺参
爪疣拟刺参（学名：Pseudostichopus unguiculatus）为辛那参科拟刺参属的动物。分布于日本，包括南海等海域，多栖息于水深920-1850米的泥底。该物种的模式产地在日本四国西南部和本州南部、水深920-1850m。